# 小贝岛城堡
小贝岛城堡（Fort du Petit Bé）是法国布列塔尼大区圣马洛的一座海上堡垒，天然石材砌筑，距离圣马洛城墙（remparts de Saint-Malo）几百米，距离大贝岛几十米。
这座城堡建于17世纪，属于沃邦设计的防御带的一部分，旨在保护圣马洛市免受英国或荷兰敌军舰队的攻击。这个防御带还包括民族城堡（fort National）、海港城堡（fort Harbour）、孔谢城堡（fort de La Conchée）、塞泽姆布雷城堡（fort de Cézembre）和瓦尔德角城堡（fort de pointe de la Varde），后两座建筑已被毁；以及城市本身的城墙。城堡由工程师西梅翁·加朗若（Siméon Garangeau）建造。它包括一个巨大的平台、一座三层建筑和两个堡垒 ，最多可容纳160名士兵，使用19门大炮和2门迫击炮。
在1885年以前，小贝岛城堡一直是法国军队的财产，后来交给圣马洛市。1921年10月29日，该建筑列为法国历史遗迹。,2000年，该市与一个协会签署了一份租约，对其进行翻新并向公众开放。可以在低潮时参观。

## 参考

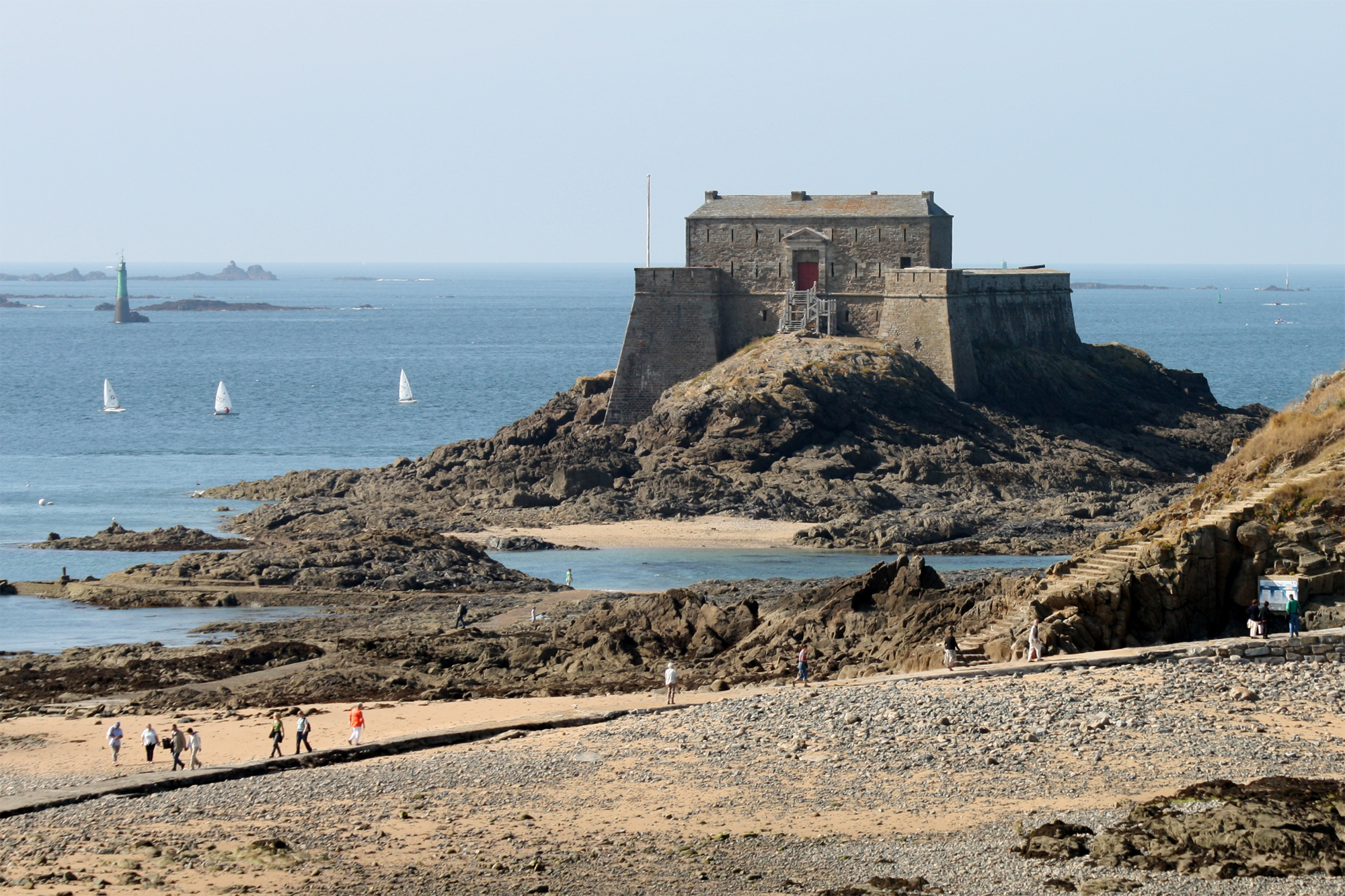
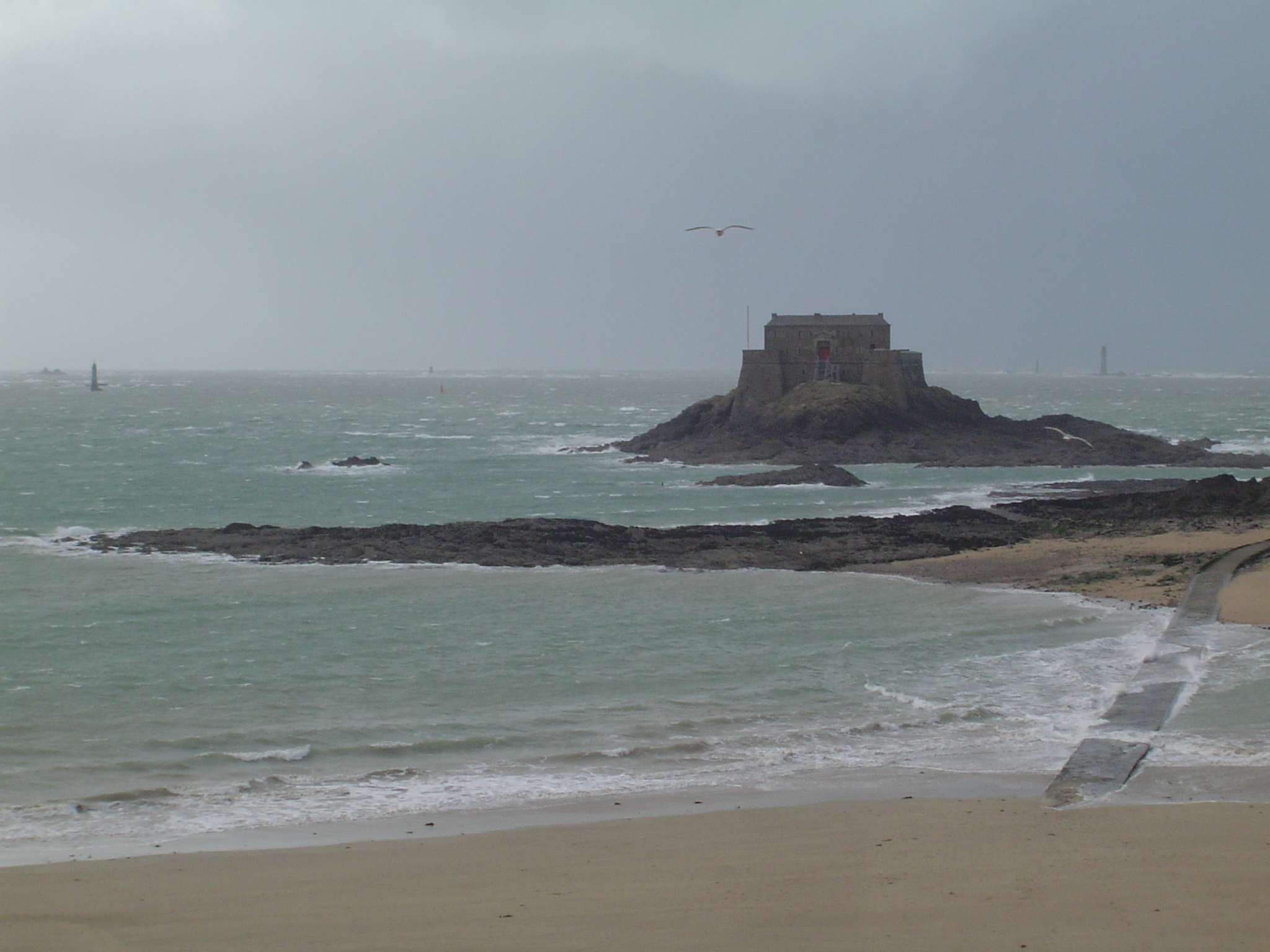
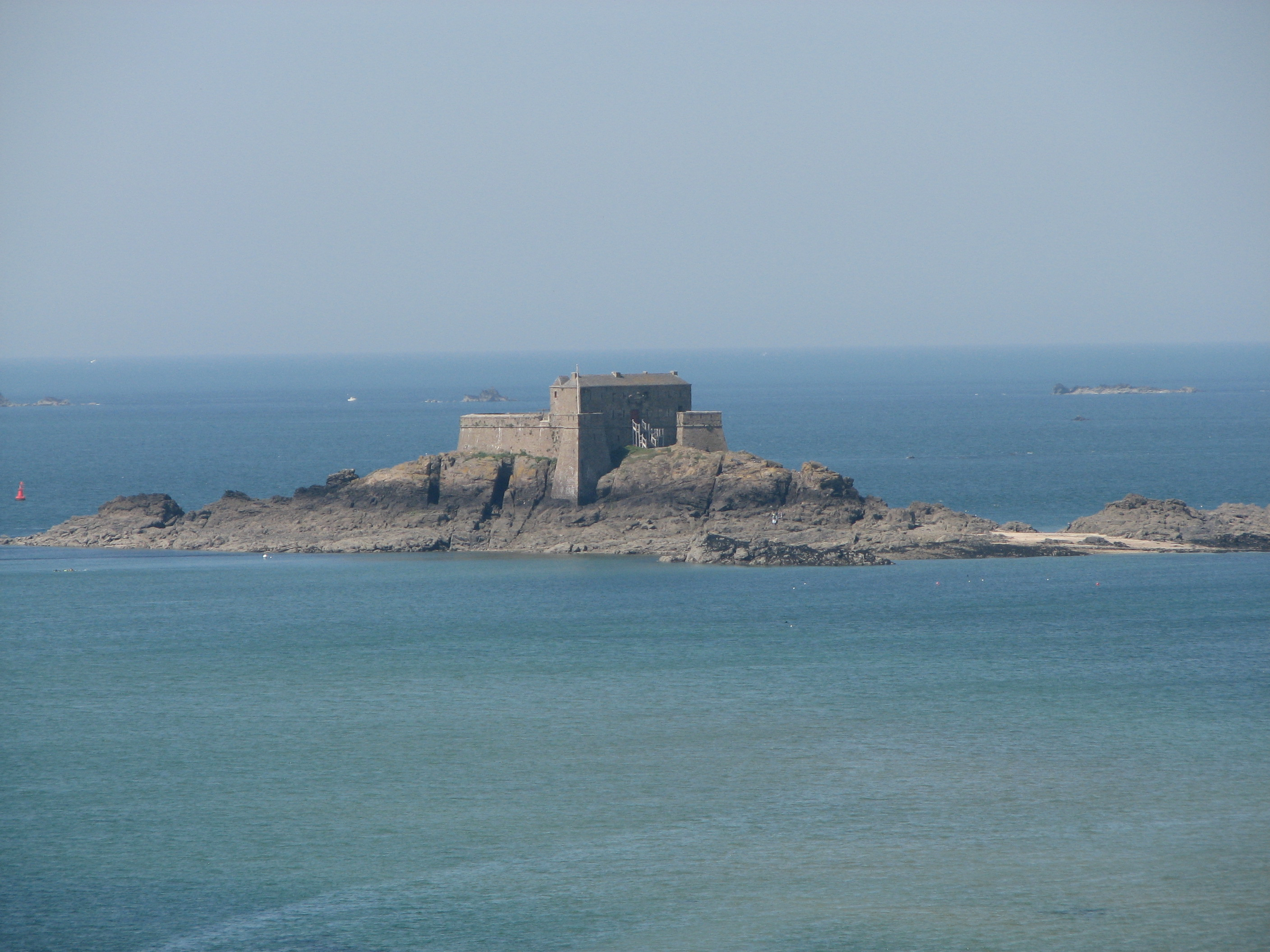
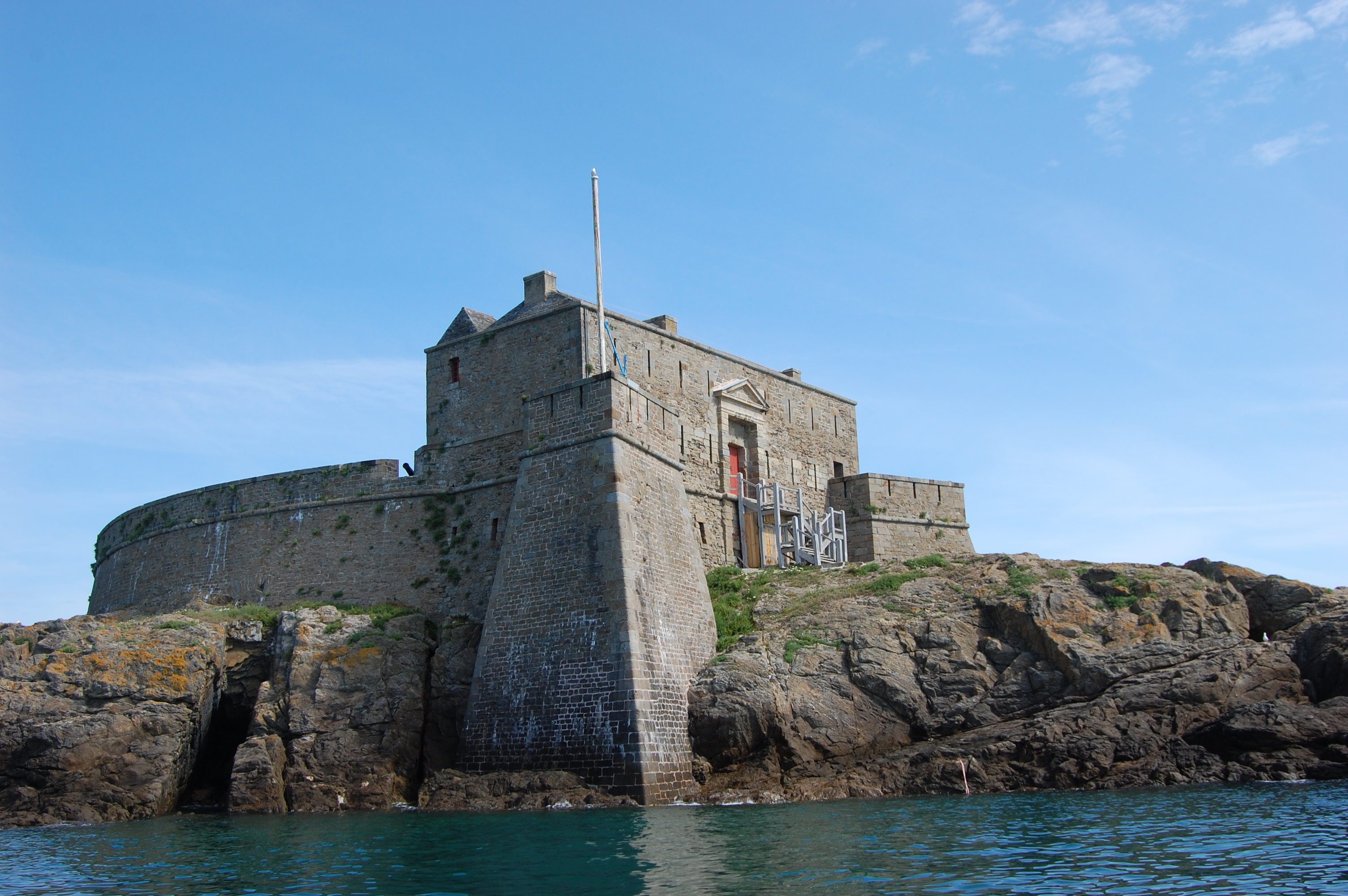
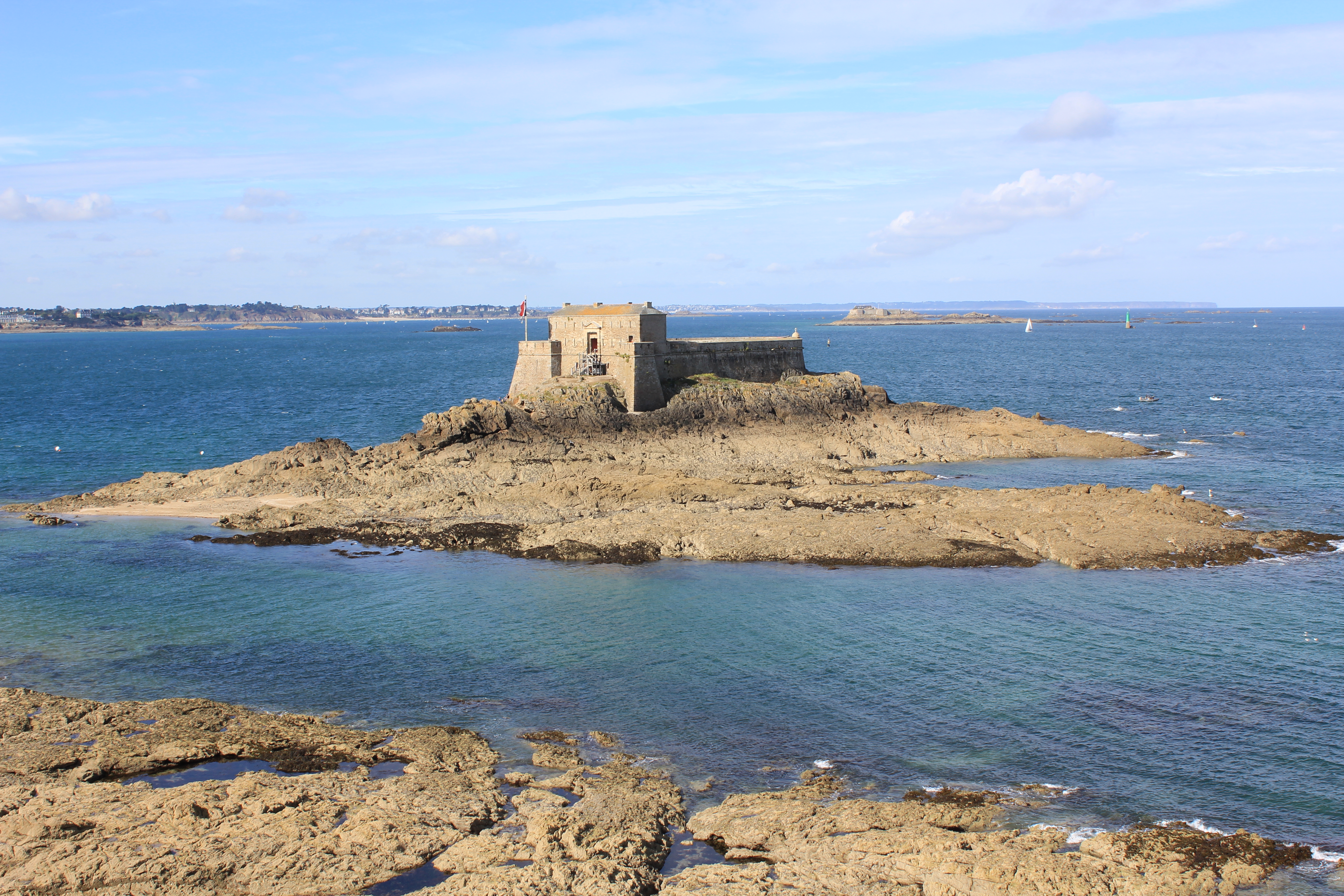